# باشگاه فوتبال ماراتن
باشگاه دپورتیوو ماراتن یک باشگاه فوتبال حرفه‌ای اهل هندوراس است که در سن پدرو سولا واقع شده است. ماراتن در ۲۵ نوامبر ۱۹۲۵ تأسیس شد و در حال حاضر در لیگ ملی فوتبال حرفه‌ای هندوراس بازی می‌کند.

## افتخارات
- لیگ ملی فوتبال حرفه‌ای هندوراس
  - ۹ قهرمانی
  - ۱۳ نایب قهرمانی
- جام حذفی هندوراس
  - ۲ قهرمانی
  - ۱ نایب قهرمانی
- سوپر جام هندوراس
  - ۱ قهرمانی
  - ۱ نایب قهرمانی
- جام قهرمانان کونکاکاف
  - ۱ مقام سومی